# البعثة إلى صمصاد
البعثة إلى صمصاد كانت رحلة بقيادة بالدوين الأول ملك القدس في أعقاب صعوده إلى منصب الوصي المشارك على الرها كجزء من الحملة الصليبية الأولى. وكان هدفه الرئيس هو القضاء على إمارة صمصاد كمنافس تجاري وعسكري لدولة الرها. تمت الرحلة في الفترة من 14 إلى 20 شباط 1098 م.

## خلفية
قرر بالدوين عند صعوده كوصي مشارك على الرها أنه يجب القضاء على صمصاد حتى تتمكن مقاطعته الجديدة من السيطرة الكاملة على الريف المحيط وإقامة اتصالات غير منقطعة مع بيزنطة في الغرب والصليبيين الذين يحاصرون أنطاكية في الجنوب. وقد أيد سكان الرها الجدد من الأوروبيين خطته بحماس، ورافقه الجزء الأكبر من جيشهم مع الأرمن. انطلق في 14 شباط، برفقة أمير أرمني، قسطنطين غارجر [الإنجليزية].

## البعثة
وعلى الرغم من المساعدة التي قدمتها قوات الرها، فإن الحملة لم تكن لتنتهي لصالح بالدوين. كان أهل الرها الجُدد من الغزاة الأوروبيين جنودًا فقراء عديمي الخبرة، وسرعان ما وقعوا في كمين نصبه لهم الأتراك في صمصاد، الذين قتلوا حوالي ألف منهم في المعركة التي تلت ذلك. ومع ذلك، نجح بالدوين في الاستيلاء على قرية سانت جون وتحصينها، والتي كانت قريبة من عاصمة بلدويك. ومن هذه النقطة، أصبح قادرًا على التحكم في تدفق الأتراك إلى داخل المدينة وخارجها، مما أدى إلى تراجع الغارات التركية على ريف الرها.